# جائزة إيطاليا الكبرى 1985
جائزة إيطاليا الكبرى 1985 هو سباق فورمولا 1 أقيم بتاريخ 8 سبتمبر 1985 في حلبة مونزا. كان الثاني عشر من أصل 16 في بطولة العالم لسباقات الفورمولا واحد موسم 1985. حلّ الفرنسي ألن بروست أولا بينما جاء البرازيلي نيلسون بيكيه في المركز الثاني وحصل على المركز الثالث البرازيلي آيرتون سينا.